# Невіл Гендерсон
Сер Невіл Мейрік Гендерсон (англ. Sir Nevile Meyrick Henderson; 10 червня 1882, Горшам — 30 грудня 1942) — британський політик та дипломат, член таємної ради Великої Британії, кавалер ордена Святого Михайла і Святого Георгія.

## Біографія
Народився 10 червня 1882 року в місті Горшам.
Поступив на дипломатичну службу в 1905 році. З 1928 по 1929 рік був послом у Франції, з 1929 по 1935 — у Югославії. З 1935 року був послом в Аргентині, і в 1937—1939 роках посол Великої Британії в Німеччині. Там він проводив політику умиротворення стосовно Німецької імперії. Хендерсон був переконаний, що Адольф Гітлер був керованим і буде рухатися в напрямку миру і співпраці із західними державами.
У 1938 році був одним з учасників Мюнхенської угоди.
Після нападу Німеччини на Польщу Хендерсон 3 вересня 1939 року доставив Гітлеру ультимату, в якому зазначалося, що якщо військові дії між Німеччиною і Польщею не припиняється до 11:00 того ж дня, Велика Британія вступить у війну. Німеччина не відповіла, і прем'єр-міністр Великої Британії Невілл Чемберлен оголосив війну в 11:15, а Хендерсон залишив Німеччину.
Повернувшись до Лондона, Хендерсон написав книгу Провал місії: Берлін 1937-1939 (англ. Failure of a Mission: Berlin 1937-1939), що була опублікована в 1940 році. У ній він високо оцінив деяких членів нацистського режиму, в тому числі Германа Герінга та інших.
Помер 30 грудня 1942 року у віці 60 років від раку.